# Littera Florentina

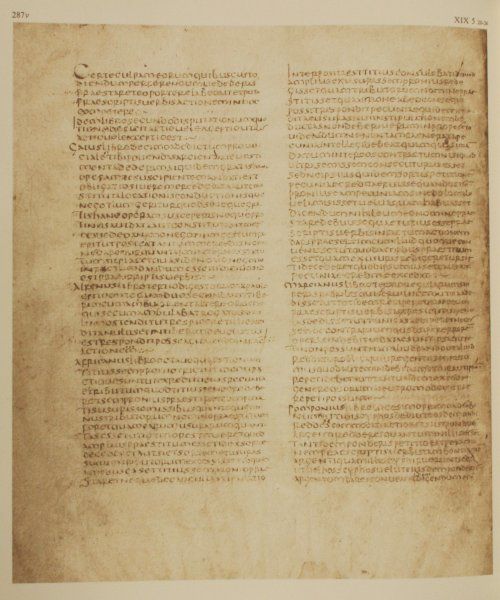
Verso do fólio 287 (287v) do primeiro tomo. Este fólio contém o final do Livro 19, isto é, os fragmentos 19.5.20 a 26.

A littera Florentina (às vezes chamada apenas Florentina, ou ainda Codex Florentinus Digestorum) é um manuscrito do Digesto. Segundo a lenda, ela teria sido roubada após o saque de Amalfi. No século IX ou X, reapareceu na Itália um exemplar do Digesto. Desde 1406, ela se encontra na Biblioteca Medicea Laurenziana em Florença, sendo sem dúvidas considerado o manuscrito mais importante do Digesto. Seu texto é que serve de base para as edições modernas e contemporâneas do Digesto. A história do manuscrito é conturbada e hoje já não pode mais ser plenamente esclarecida. Uma glosa adicionada ao D. 18.1.9.2 diz que a littera Flonretina encontrava-se no sul da Itália no mais tardar no século IX ou X. À época dos glosadores, a Florentina já se encontrava em Pisa. Um relato de menor confiabilidade, datado do século XIII, afirma que ela teria sido guardada anteriormente em Amalfi e, em 11155, teria sido levada à Pisa como despojo de guerra. Em 1406, chegou a Florença.

## Manuscrito
A littera Florentina foi produzida provavelmente no século VI e, assim, é praticamente contemporânea ao próprio surgimento do Digesto, que passou a viger como lei a 16 de Dezembro de 533 segundo a Constituição Tanta (em latim) ou Δέδωκεν (em grego) de Imperador Justiniano I. Segundo as pesquisas mais recentes, considera-se possível que o manuscrito advenha do próprio processo de compilação do Digesto. O manuscrito é materializado em um códice de pergaminho com 907 folhas, medindo 37 x 32cm. Sua redação é bicolunada em scriptura continua, sem espaço entre as palavras e sem pontuação. Caso se divida ou pontue diferentemente o texto, leituras distintas são possíveis.
Cópias desse manuscrito chegaram a Irnério em Bolonha. Foi ele o primeiro a comentá-las por meio de glosas. Após a sua morte, seus alunos Martinho, Búlgaro, Hugo e Jácobo continuaram seu atividade, posteriormente exercida por Azão e Acúrsio. Segundo pesquisas recentes, 14 escribas e oito corretores teriam participado na confecção do manuscrito. Os corretores, porém, não usaram apenas o original empregado pelos escribas, mas corrigiram o manuscrito com base também em outro manuscrito, de forma que a Florentina provém, assim, de dois manuscritos. Tanto os escribas como os corretores conheciam a língua grega, já que a Florentina contém aqueles fragmentos do Digesto que foram redigidos em grego. Também está provado que, após a confecção do manuscrito na Antiguidade tardia, outras pessoas realizaram correções sobre o texto.
O manuscrito ainda não contém a divisão tripartite tradicional do Digesto em Digestum vetus, Infortiatum e Digestum novum, tal como se encontra na versão vulgata medieval. O manuscrito é dividido em dois tomos (D. 1-29 e D. 30-50). Dentro das leges, não se encontra divisão em parágrafos.

## Importância
A importância da littera Florentina decorre do fato de ela ser o manuscrito mais antigo do Digesto que chegou à modernidade. Theodor Mommsen, junto de seus colegas E. Kießling und A. Reifferscheid, prepararam uma edição crítica do Digesto que é empregada até hoje; neste processo, empregou-se a Florentina para corrigir determinados trechos. Durante a elaboração, o próprio Mommsen não chegou a ver o manuscrito; foram seus colaboradores que a copiaram e cotejaram com a versão vulgata do texto. Para empreender sua edição do Digesto de 1870, Mommsen, guiando-se pelo método de crítica textual, baseou-se sobretudo na littera Florentina. Ele partia do pressuposto de que todos os manuscritos que existiam teriam a Florentina como base.
Continua-se hoje a dar imensa importância à Florentina para o conhecimento do texto do Digesto. No entanto, diferentemente de Mommsen, tende-se a levar mais em consideração os manuscritos da versão vulgata do Digesto - isto é, manuscritos que os juristas medievais empregavam - e também as Basílicas gregas. A grande importância atribuída à Florentina está também ligada à seguinte questão: até que ponto o florescimento da ciência do direito em Bolonha, no século XII, está diretamente ligado ao evento singular do reaparecimento da Florentina?

## Relação com as Basílicas
As Basílicas são, em grande parte, uma tradução do Digesto latino para a língua grega. No entanto, essas traduções para o grego foram feitas com base em manuscritos distintos da Florentina e que, em alguns pontos, apresentam uma versão superior. Veja-se um exemplo. O escriba da Florentina interrompeu a escrita do fragmento D. 19.5.26 no meio da frase, de forma que falta o complemento objeto direto da expressão "dicendum est". Um corretor da Florentina, percebendo o problema, introduziu um "idem" antes do "dicendum est", e esta foi a versão empregada na versão Vulgata do Digesto. No entanto, o fragmento correspondente das Basílicas - B. 20.4.26 - traz um complemento adequado para o "dicendum est", de forma que, como já havia feito Mommsen, o texto de D. 19.5.26 é completado com base nos fragmentos das Basílicas B.20.4.26 e 27.

## Relação com a Vulgata eCodex Secundus
Por vulgata entende-se o conjunto de manuscritos que foram empregado tanto na Escola de Direito de Bolonha como pelos juristas até o século XIX. O texto desses manuscritos não é idêntico. Ele se aproxima do texto da Florentina, já que, com o tempo, a produção de um manuscrito da versão vulgata era, em geral, aproximado da versão Florentina. Afinal, já se tinha reconhecido o valor deste manuscrito. Uma importante tese para a compreensão da relação entre a vulgata e a Florentina reza que todos os manuscritos da vulgata descendem de um único manuscrito. Este manuscrito é chamado Codex Secundus, que teria sido copiado da Florentina. A nomenclatura Codex Secundus justifica-se pelo fato de que a Florentina seria considerada o Codex Primus. Este Codex Secundus não é um manuscrito existente hoje, nem se tem notícia de que tenha existido de alguma forma. Trata-se exclusivamente de um modelo para a compreensão da relação entre os manuscritos da versão vulgata e da Florentina. Mommsen, ao preparar sua edição crítica, baseou-se também neste modelo, empregando sobretudo a versão Florentina e poupando-se do trabalho de cotejo de centenas de manuscritos que existem da versão vulgata. Para embasar esta tese, usam-se os seguintes argumentos.
A totalidade dos manuscritos da versão vulgata descenderia da Florentina em razão daqueles conterem os mesmos erros de cópia e inversão da ordem que esta última. Em especial, cite-se a inversão entre D. 50.17.118 e 200, gerado pelo deslocamento de uma folha da Florentina (ou do manuscrito que lhe serviu de base). No segundo tomo da Florentina, ao fragmento D.50.17.117 (fim do f. 471v) seguem-se os fragmentos D.50.17.158-199 (472), depois D.50.17.118-157 (473) e então D.50.17.200 e ss. (474r). Essa inversão da ordem, produzida pela troca dos fólios 472 e 473 do segundo volume, encontra-se também nos manuscritos da versão vulgata. Essa inversão é perceptível por meio das inscrições, pois, no texto do Digesto, o número dos livros, sobretudo nos títulos D.50.16 e 50.17, vão aumentos dentro da obra, como sobretudo Bluhme já havia reconhecido e demonstrado. Assim, por exemplo, o D.50.17.160, embora venha na Florentina antes do D.50.17.118, deveria vir necessariamente depois, pois o fr. 160 é um exceto do 76º livro de Comentários ao Edito de Ulpiano, ao passo que o fr. 118 provém do 12º livro. A inversão dos fólios 472 e 473 já havia sido percebida por Lelio Torelli.
Os manuscritos da versão vulgata provém todos de um mesmo manuscrito. Isto pode ser provado observando que os erros que são comuns a todos os manuscritos da vulgata, mas que não aparecem na Florentina. Como exemplo, pode-se citar a inversão havida no Livro 23 do Digesto, que se encontra nos manuscritos mais antigos da vulgata, mas não na Florentina. Que esse erro não seja mais encontradiço nos manuscritos mais recentes da Vulgata se deve ao fato de que se tenha percebido o erro com o cotejo com a Florentina. Além disso, todos os manuscritos da versão vulgata apresentam divisão tripartite em Digestum vetus, Infortiatum e Digestum novum, ao passo que a Florentina não está dividida dessa forma, mas sim em dois tomos.
Pressupondo-se a existência de um Codex Secundus, pode-se explicar por qual razão os manuscritos da Vulgata, por mais que descendam da Florentina, tenham por vezes textos superiores ao da Flonrentina que não são encontrados em correções ao manuscritos. Assim, falta no fragmento D.2.15.14 da Florentina a frase "id observandum de aere alieno, quod inter eos convenisset"; no entanto, os manuscritos da Vulgata, assim como as Basílicas, contém esse trecho. O próprio Mommsen, demonstrando dar importância ao texto bizantino das Basílicas, já havia completado o fragmento desta forma. Essa questão pode ser explicada da seguinte forma: na redação do Codex Secundus, tinha-se à disposição, além da Florentina, um outro manuscrito, independente dela.
No entanto, os argumentos que permitem supor a existência do Codex Secundus são controversos. As teorias que lidam com a relação entre os manuscritos da Vulgata e da Florentina têm de explicar a origem da divisão tripartite do texto do Digesto nos manuscritos da Vulgata. Questão que daí deriva é o sentido dos termos que intitulam cada parte - i.e., Digestum vetus, Infortiatum e Digestum novum - que já não eram claros para Odofredo. Para explicar essa questão, trazem-se à baila questões medievais de simbologia numérica, uma suposta brincadeira do escrita e a divisão de um dos dois tomos do manuscritos original. 
Além disso, observou-se que os manuscritos da versão Vulgata, sobretudo nas suas primeiras partes - isto é, no Digestum Vetus e no Infortiatum - contém textos superiores ao da Florentina. Será possível que a relação entre a Florentina e a Vulgata seja distinta conforme a parte do Digesto?
Todas essas teses partem do pressuposto de que teria havido um texto definitivo do Digesto assim que Justiniano o promulgou com força de lei em 30 de Dezembro de 533. Todos os desvios deste texto original teriam sido produzidos por erro de copistas. Essa suposição tem sido questionada recentemente. (4). Assim, o escriba da Florentina deixou de copiar o principium de D. 32.93, mas o corretor o adicionou. Isto pode ser explicado pelo fato de o corretor dispor de uma outra cópia, com texto superior nessa parte. No entanto, o texto da Florentina é, do ponto de vista da redação, o melhor, pois a decisão contida no D.32.93pr. já se encontrava em D.32.38.4, de forma que essa versão parece obedecer melhor à ordem de Justiniano de evitar repetições. Uma explicação possível para isso seria a de que o escriba e o corretor tivessem atuado tendo por base o texto oficial do Digesto em momentos redacionais distintos. Segundo Paul Krüger, o teto da lex 38 pertence à massa de apêndices, ao passo que a lex 93 pertence à massa de Papiniano. (5) 

## Edições modernas
- Justiniani Augusti digestorum seu pandectarum codex Florentinus olim Pisanus. 10 tomos. Rom 1902–1910 (Cópia fotomecânica)
- Alessandro Corbino, Bernardo Santalucia (Hrsg.): Justiniani Augusti Pandectarum codex Florentinus. Olschki, FlorFlorença 1988. ISBN 88-222-3578-9 (Cópia fotomecânica)